# تانسيفت (إقليم زاكورة)
 تانسيفت (بالإنجليزية: TANSIFTE)‏ هي جماعة قروية تابعة لإقليم زاكورة ضمن جهة درعة تافيلالت بالمغرب.  بلغ مجموع عدد سكان  تانسيفت حسب إحصاءات 2004  حوالي  12110  نسمة من بينهم 1 أجنبي  يعيشون في 1583 أسرة.

## إحصاء عام
| السنة | عدد السكان | عدد الأسر | عدد الأجانب |
| ----- | ---------- | --------- | ----------- |
| 1994  | 11645      | 1393      | °°°°        |
| 2004  | 12110      | 1583      | 1           |